# Quintana y Congosto
Quintana y Congosto település Spanyolországban, León tartományban. Lakosainak száma 416 fő (2024).

## Földrajza
Quintana y Congosto Villamontán de la Valduerna, Santa Elena de Jamuz, Castrocalbón, Castrocontrigo, Luyego, Castrillo de la Valduerna és Destriana községekkel határos.

## Népesség
A település lakosságának változását az alábbi diagram mutatja:
| Lakosok száma | 789  | 702  | 608  | 567  | 484  | 396  | 343  | 351  | 398  | 416  |
|               | 2001 | 2004 | 2007 | 2009 | 2012 | 2014 | 2017 | 2019 | 2022 | 2024 |